# André Dumas
André Dumas (* 7. Dezember 1918 in Montauban; † 23. Juni 1996 in La Roche-sur-Yon) war ein französischer Pastor der Reformierten Kirche und Hochschullehrer.

## Leben
Dumas’ Vater, ein Militärarzt, wurde in den letzten Wochen des Ersten Weltkriegs getötet. Nach dem Abitur studierte André Dumas in Montpellier, Paris und Basel Theologie. In Basel war er Schüler von Karl Barth, dessen dialektische Theologie ihn stark beeinflusste. Dumas promovierte mit einer Arbeit über Dietrich Bonhoeffer.
Als im Jahr 1940 deutsche Truppen Frankreich besetzten, wurde Dumas als Pfarrer in das Internierungslager in Rivesaltes beordert. Er trat der CIMADE (service oecuménique d’entraide) bei und unterstützte die im Camp de Rivesaltes internierten Menschen. Verfolgten Juden stellte er falsche Papiere aus und half ihnen damit, in die Schweiz zu gelangen. Für diese Hilfe wurde ihm nach dem Krieg vom israelischen Staat der Ehrentitel Gerechter unter den Völkern zuerkannt.
Ab 1949 arbeitete er als Pfarrer in der reformierten Kirchengemeinde in Pau und danach als Hochschulpfarrer in Straßburg.
1961 wurde Dumas Professor für Philosophie und Ethik an der Faculté de théologie protestante de Paris, wo er von 1973 bis 1975 auch Dekan war. 1984 erhielt er seine Emeritierung. Dumas engagierte sich für die Ökumene und setzte sich für den Schutz der Menschenrechte ein.

## Schriften (Auswahl)
- Une théologie de la reálité: Dietrich Bonhoeffer. Éd. Labor et Fides, Genève, 1968.
- Ces mots qui nous font croire et douter. Éd. œcuméniques, Lyon-Paris, 1971.
- Nommer Dieu. Éditions du Cerf, 1980.
- mit Francine Dumas: Marie de Nazareth. Labor et fides, Genève, 1989.
- Cent prières possibles. Éditions Cana, 1991, Albin Michel, 2000.